# STS-41
STS-41 est le onzième vol de la navette spatiale Discovery.

## Équipage
- Commandant : Richard N. Richards (2)  États-Unis
- Pilote : Robert D. Cabana (1)  États-Unis
- Spécialiste de mission 1 : William M. Shepherd (2)  États-Unis
- Spécialiste de mission 2 : Bruce E. Melnick (1)  États-Unis
- Spécialiste de mission 3 : Thomas D. Akers (1)  États-Unis

Le chiffre entre parenthèses indique le nombre de vols spatiaux effectués par l'astronaute au moment de la mission.

## Paramètres de la mission
- Masse :
  - Navette au décollage : 117 749 kg
  - Navette à l'atterrissage : 89 298 kg
  - Chargement : 21 473 kg
- Périgée : 300 km
- Apogée : 307 km
- Inclinaison : 28,5°
- Période : 90,6 min

## Objectifs
Lancement de la sonde Ulysses.

## Découverte
On observa pour la première fois le phénomène lumineux Elfes lors d'un survol de la Guyane française, le 7 octobre 1990.